# 出席停止
出席停止（しゅっせきていし）とは、児童・生徒がなんらかの事情により学校に登校してはならない状態になること、またはその扱いのことである。出停（しゅってい）とも略される。

## 概要
出席停止は、学校教育法第35条（小学校。第49条で中学校に、第49条の8で義務教育学校にそれぞれ準用。次項で総称して「第35条等」）または学校保健安全法第19条（旧学校保健法第12条）の規定に従って行われる措置である。いずれの場合も出席停止となった日数は「出席しなければならない日数」から減じるため、学校に「登校しない」状態であっても、欠席にはあたらず、忌引と同様の扱いになる。
出席停止は、原則として出席停止がなければ出席していたかどうか可能性のもとに評価を行う。3学期は全部休んだが、インフルエンザにも罹患した場合は、その間も欠席していたと推定して評価を行う。忌引の場合は、出席する意思がない状態では否認される。

## 学校教育法に基づく出席停止
学校教育法第35条等の規定では、次のような行為（いわゆる問題行動）を繰り返し行い、他の児童・生徒の教育に妨げがあると認められる場合、その保護者に対して市区町村の教育委員会が出席停止を命じることができる。
1. 他の児童（生徒）に傷害、心身の苦痛又は財産上の損失を与える行為
2. 職員に傷害又は心身の苦痛を与える行為
3. 施設又は設備を損壊する行為
4. 授業その他の教育活動の実施を妨げる行為

出席停止を行うには、あらかじめ保護者の意見を聴取するとともに、理由及び期間を記載した文書を交付しなければならない。出席停止は懲戒という観点からではなく、学校の秩序を維持し、他の児童生徒の義務教育を受ける権利を保障するという観点に基づく措置である。

## 学校保健安全法に基づく出席停止
学校保健安全法第19条に基づく出席停止は、感染症の伝染防止を目的としたものである。校長は、学校保健安全法施行規則第18条（旧学校保健安全法施行規則第19条）に定められた「学校において予防すべき感染症」（学校感染症）に罹患している、または罹患している疑いがある、あるいは罹患するおそれのある児童・生徒の出席を停止させることができる。
医師に学校感染症と診断された場合は、学校にその旨を届け出ることにより（診断書の提出が必要となる場合もある）、出席停止となる。出席が再度可能になる基準は疾患ごとに定められている。
なお、校長が出席停止を指示したときは、その旨を学校の設置者に報告しなければならず（法施行令7条）、さらに学校の設置者は保健所に連絡しなければならない（法18条・法施行令5条1号）。